# Luie liefde
Luie liefde is een lied geschreven door Henny Vrienten en George Kooymans voor Vreemde Kostgangers.
Het lied kwam tot stand in de periode dat de Vreemde Kostgangers begonnen te werken aan hun derde langspeelplaat. Tijdens die periode werd bekend dat Vrienten en Kooymans dermate ziek werden dat het afronden van die lp een moeizaam proces zou worden. Luie liefde werd opgenomen in de studio van Kooymans thuis. Er waren slechts drie musici aanwezig:
- George Kooymans: zang, elektrische gitaar, akoestische gitaar, 2e zangstem
- Henny Vrienten: toetsinstrumenten, achtergrondzang
- John Sonneveld: akoestische gitaar, basgitaar, hammondorgel en drummachine

Sonneveld, die met Kooymans voor Golden Earring werkte trad daarbij op als geluidstechnicus; en samen met Kooymans muziekproducent.
Het is niet bekend of derde groepslid Boudewijn de Groot toen al bezig was met zijn album Windveren; hij ontbrak bij dit lied aldus de credits op het album.
Het lied handelt over de liefde of dat nu de partner is of de muziek. Het extatische is er vanaf, maar op deze gedempte manier kunnen ze samen nog jaren door ("Er zijn nog jaren te gaan"). Het nummer werd door de ziekten van beide componisten door de tijd ingehaald; Vrienten overleed nog voor de release; Kooymans kon al nauwelijks spelen door ALS. 
Luie liefde werd als single uitgegeven ter promotie van het album Mist, dat in maart 2023 zou volgen. De single haalde de hitparades niet, ook niet toen het als B-kant werd gebruikt op Fender Strat.